# San Pelayo, Mexiko
San Pelayo är en ort i Mexiko.   Den ligger i kommunen La Yesca och delstaten Nayarit, i den centrala delen av landet, 600 km väster om huvudstaden Mexico City. San Pelayo ligger 1 785 meter över havet och antalet invånare är 171.
Terrängen runt San Pelayo är kuperad åt nordväst, men åt sydost är den bergig. Terrängen runt San Pelayo sluttar västerut. Runt San Pelayo är det mycket glesbefolkat, med 3 invånare per kvadratkilometer. Närmaste större samhälle är La Yesca, 11,3 km sydost om San Pelayo. I omgivningarna runt San Pelayo växer huvudsakligen savannskog.